# Spring Parade
Spring Parade (Brasil: Parada da Primavera / Portugal: Desfile da Primavera) é um filme norte-americano de 1940, do gênero comédia musical, dirigido por Henry Koster e estrelado por Deanna Durbin e Robert Cummings.